# 위양호
위양호(1972년 9월 10일 ~ )는 대한민국의 개그맨 겸 배우이다.

## 이력
1991년 연극배우 첫 데뷔하였다.

## 출연작

### 방송
- 《웃찾사》 (2003년, SBS)
- 《미스터리 음악쇼 복면가왕》 (2017년, MBC) - 노래 VIP 쇼핑왕 누이 (참가자)

### 드라마 & 시트콤
- 《드라마시티 - 명문대가 뭐길래》 (2007년, KBS2) - 안될놈 역
- 《코끼리》 (2008년, MBC) - 본인(실장) 역
- 《비포 앤 애프터 성형외과》(2008년, MBC) - 사채업자 역
- 《압록강은 흐른다》 (2008년, SBS) - 헌병 보조원 역
- 《아가씨를 부탁해》(2009년, KBS2) - 사채업자 역
- 《추노》 (2010년, KBS2) - 산적두목 역
- 《분홍립스틱》 (2010년, MBC)
- 《산부인과》 (2010년, SBS) - 이문영의 남편 역 (특별출연)
- 《앙심정》 (2010년, E채널) - 오손 역
- 《장미의 전쟁》 (2011년, SBS) - 남부장 역
- 《내사랑 내곁에》 (2011년, SBS)
- 《오작교 형제들》 (2011년~2012년, KBS2) - 범죄자 역
- 《애정만만세》 (2011년~2012년, MBC) - 채희철 역
- 《해를 품은 달》 (2012년, MBC) - 무뢰배 역
- 《그대를 사랑합니다》 (2012년, SBS 플러스) - 채희철 역
- 《엄마가 뭐길래》 (2012년, MBC) - 본인 역
- 《삼생이》 (2013년, KBS2) - 팔군 역
- 《트라이앵글》 (2014년, MBC) - 탁재걸 역
- 《빛나거나 미치거나》 (2015년, MBC) - 내기꾼 1 역
- 《가족을 지켜라》 (2015년, KBS1) - 유람선 경품 행사 진행자 1 역
- 《돌아온 황금복》 (2015년, SBS) - 피해자 아버지 역
- 《화정》 (2015년, MBC)
- 《디 데이》 (2015년, JTBC) - 고씨 역
- 《굿바이 미스터 블랙》 (2016년, MBC)
- 《옥중화》 (2016년, MBC) - 작두 역
- 《파도야 파도야》 (2018년, KBS2)
- 《내사랑 치유기》 (2018년, MBC) - 경비대장 역
- 《조선생존기》  (2019년, TV CHOSUN)

### 영화
- 《1724 기방난동사건》 (2008년) - 모질이 일석 역
- 《수상한 이웃들》 (2011년) - 봉 사장 역
- 《전설의 주먹》 (2013년) - 제이슨 역
- 《표적》 (2014년) - 아치왕 역

### 뮤직비디오
- SPAPA(탁재훈) - 상처 (2004년)

### 뮤지컬
- 《어린이뮤지컬 큐빅스의 대모험》 (2006년)
- 《아이언키드》 (2006년)
- 《빙고》 (2007년)
- 《더 팬츠》 (2009년)
- 《프리즌》 (2010년)